# Conde de Ficalho

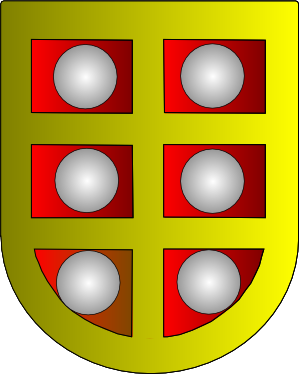
Armas dos Melos, condes, marqueses e duques de Ficalho.

O título de Conde de Ficalho foi criado em 1599 por Filipe I de Portugal (II de Espanha), rei de Portugal e Espanha, a favor de D. Francisca de Aragão. O título foi outorgado de juro e herdade, mas extinguiu-se em 1692 com a morte sem descendência do 4.º conde.

## Condes de Ficalho (antigo)
1. D. Francisca de Aragão (c. 1525–1615)
2. D. Carlos de Borja
3. D. Fernando Manuel de Aragão (1613–1665), 8.º duque de Villahermosa (título espanhol)
4. D. Carlos de Aragón Borja Alagón y Gurrea (1634–1692), 9.º duque de Villahermosa e 9.º conde de Sástago (títulos espanhois)

O título de Conde de Ficalho foi restaurado em 25 de Abril de 1789 por D. Maria I, rainha de Portugal, a favor de D. Isabel Josefa de Breyner e Meneses. O título foi outorgado em vida da titular, mas foi sempre renovado nos seus herdeiros até ao 5.º conde, tendo no filho herdeiro deste sido apenas renovado o título de Marquês de Ficalho (3.º marquês), tendo o mesmo sucedido no sucessor deste último (4.º marquês).
D. Eugénia Maurícia Tomásia de Almeida Portugal, viúva de D. Francisco José de Melo Breyner Teles da Silva, 2.º conde de Ficalho, recebeu de D. Maria II, rainha de Portugal, dois títulos: em 4 de abril de 1833 o título de Marquesa de Ficalho e, em 14 de maio de 1836, o título de Duquesa de Ficalho. Ambos os títulos foram outorgados em vida da 1.ª titular. O título de Duquesa de Ficalho está relacionado com o exercício do cargo de camareira-mor da rainha D. Maria II, pelo que não foi renovado. O título de Marquês de Ficalho foi renovado no 3.º conde de Ficalho, bem como no filho e neto herdeiros do 5.º conde de Ficalho.

## Condes de Ficalho (moderno)

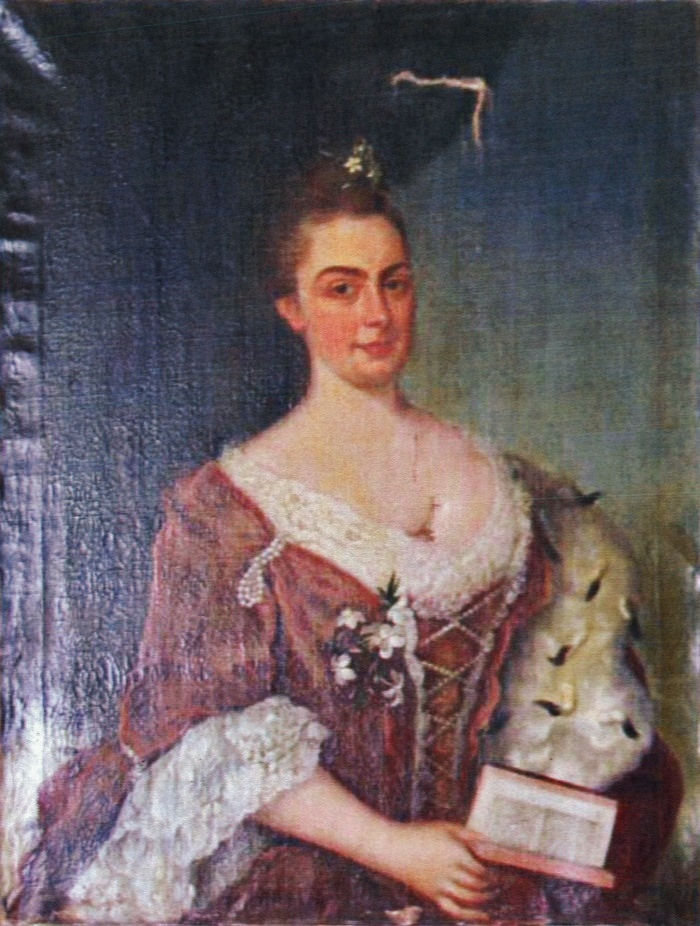
Retrato tradicionalmente identificado como o da 1.ª Condessa de Ficalho, no Palácio dos Condes de Ficalho, em Serpa

1. D. Isabel Josefa de Menezes Breyner (1719–1795)
2. Francisco José de Melo Breyner Teles da Silva (1781–1812), neto da predecessora, tendo recebido directamente o título em virtude de seu pai não ter sobrevivido à mãe; a sua viúva, D. Eugénia Maurícia Tomásia de Almeida Portugal, tornou-se 1.ª Marquesa de Ficalho e, posteriormente, 1.ª Duquesa de Ficalho
3. António José de Melo Breyner Teles da Silva (1806–1893), 2.º Marquês de Ficalho
4. Francisco Manuel de Melo Breyner (1837–1903)
5. Maria Josefa de Melo (1863–1941)

Após a proclamação da República e o fim do sistema nobiliárquico, tornaram-se pretendentes ao título António Martim de Melo (1916–1990), António Martim de Castello Branco de Mello (n. 1978) e, atualmente, Tomaz de Castello Branco de Mello.

## Duquesa de Ficalho
1. D. Eugénia Maurícia Tomásia de Almeida Portugal (1784–1859), 1.ª Marquesa de Ficalho